# Deinbollia unijuga
Deinbollia unijuga är en kinesträdsväxtart som beskrevs av D.W. Thomas. Deinbollia unijuga ingår i släktet Deinbollia och familjen kinesträdsväxter. Inga underarter finns listade i Catalogue of Life.